# Roman Maciejewski
Roman Maciejewski (ur. 28 lutego 1910 w Berlinie, zm. 30 kwietnia 1998 w Göteborgu) – polski kompozytor.

## Życiorys
Kształcił się w konserwatorium Juliusa Sterna w Berlinie, u Stanisława Wiechowicza i Kazimierza Sikorskiego w konserwatorium poznańskim, następnie kontynuował studia u Kazimierza Sikorskiego w konserwatorium warszawskim. W młodości wysoko ceniony przez Karola Szymanowskiego, otrzymał stypendium na studia u Nadii Boulanger w Paryżu, dokąd wyjechał w 1934 roku. W Paryżu zawarł znajomości z twórcami takimi, jak Darius Milhaud, Igor Strawinski, Francis Poulenc, Arthur Honegger, zaprzyjaźnił się także z Arturem Rubinsteinem, który zaprosił Maciejewskiego do Kalifornii w roku 1951. Od czasu wyjazdu na paryskie stypendium przebywał za granicą: we Francji do 1938 roku, w Wielkiej Brytanii 1938–1939, w Szwecji 1939–1951, w Stanach Zjednoczonych 1951–1977 i ponownie w Szwecji 1977–1998.
Początkowo tworzył w nawiązaniu do późnego stylu Karola Szymanowskiego (m.in. mazurki na fortepian, Pieśni kurpiowskie na chór). Tragedia II wojny światowej (w latach wojny co tydzień grał Chopina w szwedzkim radiu z intencją pokrzepiania rodaków w Polsce), a także silne przeżycia osobiste podczas pierwszego pobytu w Szwecji spowodowały głęboką zmianę osobowości kompozytora, co miało niebagatelny wpływ na jego twórczość. Od tej pory całe życie poświęcił idei stworzenia swego opus magnum – wielkiej mszy żałobnej dedykowanej ofiarom wojen i zbrodni wszech czasów. W ten właśnie sposób w latach 1945–1959 powstała Missa pro defunctis. Requiem, którego partytura ważyła 25 kg. Premiera dzieła miała miejsce w 1960 w Warszawie na IV edycji festiwalu Warszawska Jesień. Utwór spotkał się w kraju z chłodnym przyjęciem, gdyż swoją estetyką muzyczną rozmijał się z ówczesnymi awangardowymi trendami, a jego przesłanie zostało zignorowane, przychylniej zareagowali na niego Amerykanie – w roku 1975 odbyło się jego triumfalne wykonanie w sali Los Angeles Music Center; odkryty na nowo w latach 90. XX w. zyskał uznanie i należne mu miejsce pośród największych dzieł oratoryjno-kantatowych w muzyce polskiej.

## Upamiętnienia

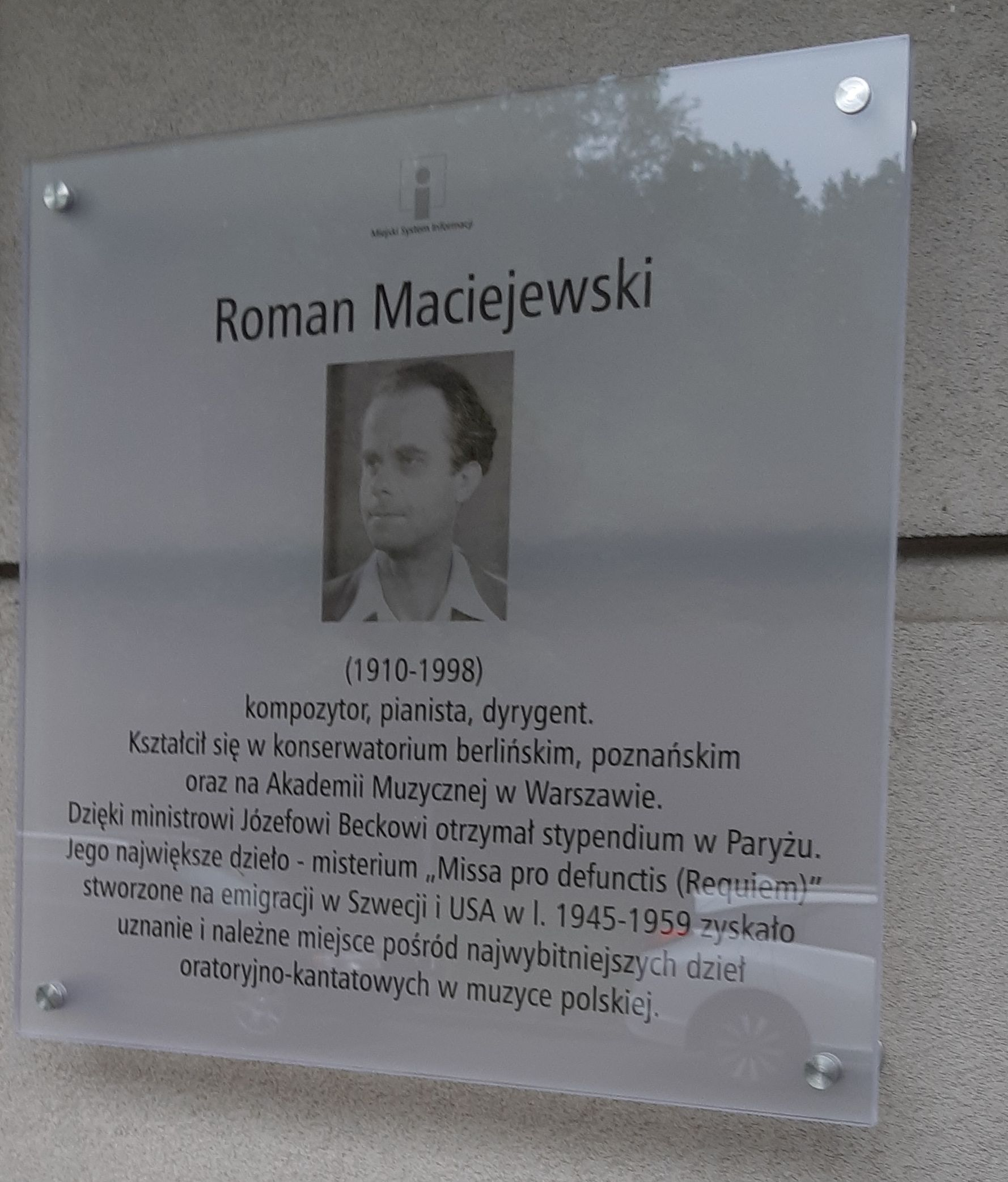
Roman Maciejewski, tablica pamiątkowa na Tarchominie

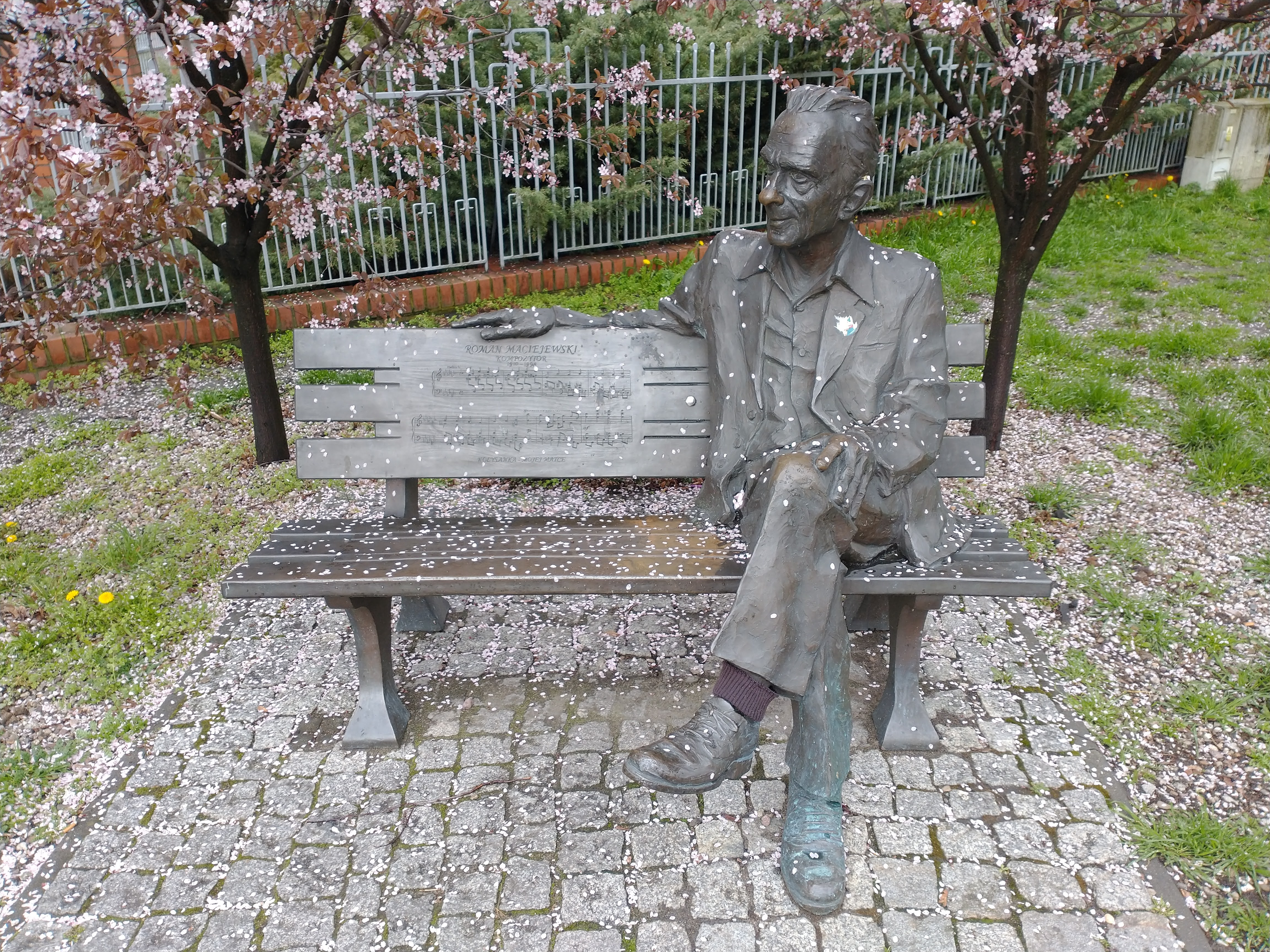
Ławka pamiątkowa w Lesznie

- Od 2006 roku jego imieniem jest nazwana ulica w Warszawie na Tarchominie. W maju 2020 roku została tam zamontowana tablica pamiątkowa w ramach Miejskiego Systemu Informacji w Warszawie.
- W Poznaniu jednemu z parków patronuje Roman Maciejewski. Znajduje się tam również jego popiersie. Park usytuowany jest u zbiegu Alei Niepodległości i ulicy Towarowej, w bliskim sąsiedztwie poznańskiej Akademii Muzycznej[2].
- Roman Maciejewski. Kompozytor pokolenia zgubionego, Poznań: PTPN, 2008. Brak numerów stron w książce
- praca zbiorowa, Roman Maciejewski. Twórca charyzmatyczny, Poznań: Wydawnictwo Akademii Muzycznej im. Ignacego Jana Paderewskiego, 2010 [dostęp 2019-02-08] [zarchiwizowane z adresu 2022-08-11]. Brak numerów stron w książce
- W maju 2012 powstał film dokumentalny Bracia w reżyserii Moniki Adamczewskiej o trzech braciach Maciejewskich: Romanie, Zygmuncie i Wojciechu[3].
- 25 kwietnia 2013 ukazała się w serii Biografie Sławnych Ludzi powieść Marka Sołtysika pt. Roman Maciejewski. Dwa życia jednego artysty (256 s.), Państwowy Instytut Wydawniczy, Warszawa, 2013 ISBN 978-83-06-03347-2.
- 6 czerwca 2014 w Lesznie odsłonięto ławeczkę Romana Maciejewskiego[4].
- W 1993 roku powstał film dokumentalny Outsider, czyli portret Romana Maciejewskiego, kompozytora osobnego w reżyserii Stefana Szlachtycza[5].
- Roman Maciejewski jest patronem Państwowej Szkoły Muzycznej I i II st. w Lesznie[6].
- Kompozytor jest patronem Leszczyńskiego Towarzystwa Muzycznego, które organizuje m.in. Leszczyński Festiwal Muzyczny im. Romana Maciejewskiego[7].

## Ważniejsze utwory
- ok. 60 mazurków na fortepian
- Pieśni kurpiowskie na chór a cappella (1929)
- Pieśni Bilitis d.sł. Pierre Louÿsa w przekł. Leopolda Staffa, na sopran i ork. (1932)
- Koncert na 2 fortepiany (1936)
- Kołysanka i Allegro concertante na fortepian i orkiestrę (1944)
- Missa pro defunctis. Requiem na 4 głosy solowe, chór i orkiestrę (1945-59)
- Nokturn na flet, czelestę i gitarę (1952)
- Missa brevis na chór i organy (1964)
- Msza Zmartwychwstania na chór i organy (1966)
- ponadto utwory kameralne, fortepianowe i in.
- muzyka teatralna do sztuk w reżyserii Ingmara Bergmana